# Custard Records
Custard Records ist ein US-amerikanisches Independent-Label, das vor allem durch James Blunt bekannt ist. Es wird von dem ehemaligen Mitglied der 4 Non Blondes Linda Perry geführt und hat unter anderem einen Distributionsvertrag mit Atlantic Records (Warner).

## Geschichte
Das Label wurde 2003 von Linda Perry gegründet. Auf der Suche nach potentiellen Künstlern begab sich Perry nach Austin, Texas zum alljährlichen South by Southwest Festival. Dort war sie einer der ca. 15 Zuhörer eines Konzertes, das der damals unbekannte englische Sänger James Blunt im 18. Stock des Crowne Plaza Hotels gab. Perry bot Blunt an, ihn bei ihrem Label unter Vertrag zu nehmen. Zu diesem Zeitpunkt stand bei Custard Records noch kein Künstler unter Vertrag. Blunt unterschrieb und im Oktober 2004 veröffentlichte das Label mit James Blunts Back to Bedlam das erste Album, das sich anschließend weltweit über 14 Millionen Mal verkaufte.
Ebenfalls 2003 folgt die tschechische Post-Punk-Band Sunshine, die im Januar 2005 die EP Electric! Kill! Kill! veröffentlicht. 2005 veröffentlichte Linda Perry ihr eigenes Solodebüt In Flight aus dem Jahr 1996 erneut unter ihrem eigenen Label. Im gleichen Jahr nimmt Perry die amerikanische Sängerin Sierra Swan unter Vertrag. 2006 veröffentlicht Swan mit Custard Records ihr erstes Soloalbum Ladyland. Hit Quarters, ein Internetportal für A&Rs, führte Custard Records 2006 auf Platz 6 der wichtigsten Plattenlabels.
2007 folgen die amerikanische Rockband Bigelf und der amerikanische Sänger Ben Jelen. Jelen veröffentlicht im Juli 2007 sein zweites Album Ex-Sensitive. Im September des gleichen Jahres folgt James Blunts zweites Album All The Lost Souls und im Oktober veröffentlichten Bigelf ihr aus dem Jahr 2003 stammendes Album Hex mit Custard Records.

## Musiker
- James Blunt
- Sierra Swan
- Ben Jelen
- Sunshine
- Linda Perry
- Bigelf
- Reni Lane
- Little Fish
- Crash Kings
- Mayeani